# Anna Lisa Hwasser-Engelbrecht
Anna Maria Elisabeth (Anna Lisa) Hwasser-Engelbrecht, född 16 augusti 1861 i Solna socken, död 12 januari 1918 i Stockholm, var en svensk skådespelare. Hon var dotter till Daniel Hwasser och Elise Hwasser samt gifte sig 1881 med William Engelbrecht.
Anna Lisa Hwasser debuterade den 2 januari 1879 i titelrollen i Victorien Sardous komedi Dora på Dramatiska teatern, där hon anställdes året därpå. Hon var verksam på Nya teatern 1880–1886, och turnerade sedan med kringresande teatersällskap i både Sverige och Finland 1886–1900 (med uppehåll 1889–1892), och på Svenska Teatern i Helsingfors 1900–1904. Efter 1905 arbetade hon som teaterinstruktör, teaterpedagog och teaterdirektör.
Bland hennes roller märks titelrollen i Anne Charlotte Leffler Edgrens Elfvan (premiär 11 september 1880), Margaretha i Goethes Faust, Ofelia i Hamlet, Emilia i Lessings Emilia Galotti, hertiginnan de Septmonts i Främlingen och Elisabeth af Valois i Don Carlos.

## Teater

### Roller (ej komplett)
| År   | Roll              | Produktion                        | Regi            | Teater                      |
| ---- | ----------------- | --------------------------------- | --------------- | --------------------------- |
| 1879 | Dora              | Dora Victorien Sardou             |                 | Kungliga Dramatiska Teatern |
| 1888 | Fru Birkner       | Kärlek Edvard Brandes             |                 | Vasateatern                 |
| 1889 | Fru Birkner       | Kärlek Edvard Brandes             |                 | Svenska teatern, Stockholm  |
| 1891 | Magnhild          | Bröllopet på Ulfåsa Frans Hedberg | Harald Molander | Svenska teatern, Stockholm  |
| 1905 | Fru Helene Alving | Gengångare Henrik Ibsen           |                 | Svenska Teatern             |
| 1911 | Modern            | Hans Fjord Fredrik Nycander       |                 | Lilla teatern               |
| 1912 | Fru X             | Den starkare August Strindberg    |                 | Lilla teatern               |